# Gösta Ekelöf
Gösta Jakob Ekelöf, född 1 oktober 1881 i Åmots församling, död 29 januari 1957 i Borlänge, var en svensk skolledare.
Gösta Ekelöf var son till kontraktsprosten Johan Gustaf Ekelöf. Efter mogenhetsexamen vid Hudiksvalls högre allmänna läroverk 1902 blev han 1908 filosofie kandidat vid Uppsala universitet och 1918 filosofie doktor vid Lunds universitet med avhandlingen Gavleåns hydrografi i samband med vattenområdets ekonomiska geografi. Under många år ägnade han sig åt pedagogisk verksamhet vid olika folkhögskolor. 1908–1910 var Ekelöf lärare vid Tärna folkhögskola och 1910–1918 rektor vid Gästriklands folkhögskola och lantmannaskola. Han var 1918–1931 rektor och VD vid Aktiebolaget Bergslagets Praktiska Skolor och 1923–1931 föreståndare för Jernkontorets förmansskolor. Från 1931 var han chef för Svenska Industriförbundets arbetsledarinstitut i Stockholm och från 1939 ledamot av styrelsen för Statens hantverksinstitut. Ekelöf blev 1941 ledamot av Kungliga Ingenjörsvetenskapsakademien. Han var mycket intresserad av yrkesskoleproblemen och var från 1924 ordförande i Svenska yrkesskoleföreningen och behandlade i flera skrifter yrkesskole- och arbetsledarfrågor.